# Episodi di Turn: Washington's Spies (prima stagione)
La prima stagione della serie televisiva Turn: Washington's Spies è stata trasmessa negli Stati Uniti da AMC dal 6 aprile 2014.
| n° | Titolo originale            | Titolo italiano | Prima TV USA   | Prima TV Italia |
| -- | --------------------------- | --------------- | -------------- | --------------- |
| 1  | Pilota                      |                 | 6 aprile 2014  |                 |
| 2  | Who by Fire                 |                 | 13 aprile 2014 |                 |
| 3  | Of Cabbages and Kings       |                 | 20 aprile 2014 |                 |
| 4  | Eternity How Long           |                 | 27 aprile 2014 |                 |
| 5  | Epiphany                    |                 | 4 maggio 2014  |                 |
| 6  | Mr. Culpeper                |                 | 11 maggio 2014 |                 |
| 7  | Mercy Moment Murder Measure |                 | 18 maggio 2014 |                 |
| 8  | Challenge                   |                 | 25 maggio 2014 |                 |
| 9  | Against the Neighbour       |                 | 1 giugno 2014  |                 |
| 10 | The Battle of Setauket      |                 | 8 giugno 2014  |                 |